# Zij aan zij (lied)
Zij aan zij is een lied van het Nederlandse kinderkoor Kinderen voor Kinderen. Het werd in 2021 als single uitgebracht en stond in hetzelfde jaar als twaalfde track op het album Worden wat je wil - 42.

## Achtergrond
Zij aan zij is geschreven door Lucia Marthas en Tjeerd Oosterhuis en geproduceerd door Oosterhuis. Het is kinderlied gaat over met elkaar zijn. Het lied was themalied van de Koningsspelen 2021, dat het thema IK + JIJ = WIJ had. De voorgaande hitsingle van het koor was eveneens een themalied voor de Koningsspelen, maar dan van 2019; Pasapas. Ook het themalied van het volgende jaar, FitTop10, was een bescheiden hit. 

## Hitnoteringen
Het kinderkoor had bescheiden succes met het lied. Dit kwam mede doordat de videoclip waarin een dansje welke veel kinderen leerden te zien was, veel  werd bekeken. Het kwam tot de 48e plaats van de Single Top 100 en stond twee weken in de lijst. Er was geen notering in de Top 40, maar het kwam tot de elfde plaats van de Tipparade.